# النخبة (دي سي كوميكس)
النخبة هو فريق خيالي فائق القوة من الأبطال المخالفين للعرف في سلسة دي سي كوميكس.
الظهور الأول للنخبة كان في قصة «ما هو الشيء المضحك جداً عن الحقيقة والعدالة والطريقة الأمريكية؟», نشرت في أكشن كوميكس #775 (آذار / مارس 2001). نالت رقم 1 في تصويت مجلة ويزارد«أفضل عشرة كوميكس في العقد»، كتبت بواسطة جو كيلي بالتعاون مع توم نجوين، تحبير دوغ ماهنك ولي بيرميجو. وكما يبدو فأن بعض الخصوم أندمجوا مع أعضاء من فرقة العدالة لتشكيل فرقة العدالة النخبة.

## أعضاء الفريق

### مانشستر الأسود
مانشستر الأسود كان أول زعيم للفريق. مقتص بريطاني الجنسية، غير نشط حالياً بعد أن أدرك بأنه أصبح سيئاً كالأشرار الذين يقاتلهم.

### فيرا السوداء
فيرا السوداء سايبورغ بريطانية، أخت مانشستر الأسود وثاني زعيم للنخبة.

### كولدكاست
كولدكاست أمريكي-أفريقي ضخم ومعضل يرتدي مجدل وسلاسل وأغلال حول الرقبة والمعصمين. وهو قادر على التلاعب بالكهرومغناطيسية. في نهاية المطاف ألهم من قبل سوبرمان للقتال إلى جانب الأبطال.

### ميناغيري 1 و2
ميناغيري امرأة من بورتوريكو ذات درع تكافلي والذي يسمح لها بالتحول إلى مخلوق خيالي. أجريت لها عملية فصل الفصل الجبهي ووضعت في غيبوبة. ميناغيري الثانية شقيقة الأولى. أنضمت مع سلاح فضائي والذي قادها إلى الجنون. وهي الآن في سجن المتحولين.

### القبعة
القبعة شاب آسيوي ذو قوى عناصر الأرض مع قدرة المناعة والقدرة على تنفس النار. ومسلحاً بقبعة سحرية والتي تمكنه من سحب أي عنصر يريده. ترك الفريق بعد وقت قصير من تولي فيرا السوداء القيادة.

### باني
باني عبارة عن مستعمرة بكتيرية والتي أصبحت قلعة عائمة قبل أن تجلبها النخبة إلى كونهم لأستخدامها كقاعدة للعمليات. وتحتوي على العديد من العجائب مثل إكسكاليبر والهيكل العظمي لبيغاسوس.

## الطبعات
كل أعداد النخبة من أكشن كوميكس #795 تم طبعها في كتب جيب:
- فرقة العدالة النخبة: 
  - المجلد 1 (يجمع: أكشن كوميكس #775, JLA #100, JLA الملفات السرية 2004 و فرقة العدالة النخبة #1-4, 208 صفحة، 2005,[1][2][3]
  - المجلد 2 (تجمع فرقة العدالة النخبة #5-12, 192 صفحة، 2007[4][5][6]
- سوبرمان: أعظم قصص رويت المجلد 1 (يشمل أكشن كوميكس #775, 192 صفحة[7][8]

### الفيلم
ظهرت النخبة في سوبرمان ضد النخبة,

## وصلات خارجية
- The Elite على قاعدة بيانات الكتب المصورة
- A profile of the team
- Review of Action Comics #775, Comics Bulletin
- Review of Action Comics #775, Comics Bulletin